# 长唇对叶兰
长唇对叶兰（学名：Neottia formosana）也称长舌对叶兰，为兰科鸟巢兰属下的一个植物种。